# Gubaha
Gubaha (oroszul: Губаха) város Oroszország Permi határterületén, a Gubahai önkormányzati járás székhelye. 
Lakossága: 28 111 fő (a 2010. évi népszámláláskor).

## Fekvése
A Permi határterület keleti részén, Permtől északkeletre, a Koszva két partján terül el. Vasútállomás (4 km-re a várostól) a Csuszovszkaja–Nyar vasútvonalon. A terület a Középső-Urál nyugati előteréhez tartozik. 
A város mellett vezet az Urál nyugati előterének településeit összekötő észak-déli irányú Kungur–Csuszovoj–Szolikamszk országút.

## Története
A település elődje a 18. század közepén egy vasérclelőhely közelében jött létre. A falu a Gubaha (a Koszva mellékfolyója) torkolatában alakult ki és a Koszván lefelé vasércet szállító uszályok kikötőhelye volt. A közeli Kresztovaja-hegyen 1825-ben szénlelőhelyet fedeztek fel és tárnát mélyítettek. A második bányát 1865-ben nyitották meg (a szovjet korszakban Krupszkajáról nevezték el). 1909-ben a települést Gubahai bányaként (Gubahinszkaja kop) említették, 1928-tól Gubaha munkástelepülésként tartották nyilván. 
A 20. század folyamán a Kizeli-szénmedence szénbányászatának és a szénfeldolgozásnak egyik központja volt és jelentős ipari várossá alakult. 1920–1924 között hőerőmű (kondenzációs villamoserőmű) épült, és megkezdődött a bányák villamosítása. Az erőmű mellett új település (Krzsizsanovszkij) alakult ki. 1930-ban építeni kezdték és 1936-ban üzembe helyezték az Urál első kokszgyártó vállalatát. Gubaha várost három helységből: Gubaha munkástelepülés, Krupszkaja bányatelep és Krzsizsanovszkij város egyesítésével hozták létre 1941-ben.

## Gazdaság
A Kizeli-szénmedence bányáinak szénvagyona a 20. század végére lényegében kimerült, vagy csak gazdaságtalanul lenne kitermelhető, ezért bányáit (vagy azok nagy többségét) bezárták. A széntermelés csökkenése, majd a bányák bezárása a város gazdaságára és a lakosság életére is komoly hatással volt.
- Az 1936-ban üzembe helyezett kohászati-vegyipari gyár (kokszohimicseszkij zavod, 2000 óta Gubahai Koksz Rt) a város egyik legnagyobb ipari létesítménye maradt.
- A mai Metafraksz vegyipari gyár elődjét az 1950-es években létesítették. Napjainkban a gyár az azonos nevű vállalatcsoport központi termelőüzeme, ahol többek között metanolt, formalint és számos más vegyi terméket állítanak elő.[3]
- Az 1924-ben üzembe helyezett Kizeli Hőerőművet eredetileg Kizel mellett akarták felépíteni (innen származik a neve), de végül Gubahára esett a választás. Az erőmű napjainkban is üzemel, 2004 körül alapvető korszerűsítéseket hajtottak végre benne, pl. új turbógenerátort szereltek fel. Innen irányítják az 1940-es években épült, 18 km-re lévő Sirokovszkiji-víztározó aggregátorait is.

2013-ban a városból egy területrészt közigazgatásilag leválasztottak és Ugleuralszkij településhez csatoltak. A területrészen vannak a Metafraksz termelőüzemei és a Szevernij nevű lakónegyed is. Gubaha lélekszáma ezzel jelentősen csökkent.